# Alliance Melen-Micheroux
R. Alliance Melen-Micheroux is een Belgische voetbalclub uit Soumagne. De club is bij de KBVB aangesloten met stamnummer 1249 en heeft blauw, wit en groen als kleuren. De club werd opgericht in 1928 en speelde meerdere seizoenen in de nationale reeksen.

## Geschiedenis
In 1928 werd in het dorp Melen Melen Football Club opgericht. Bij de aansluiting bij de KBVB kreeg het stamnummer 1249. In 1931 ging men samen met Micheroux Football Club, een andere club uit de gelijknamige deelgemeente. Hierop werd de naam van de club FC Melen-Micheroux. Door het bundelen van de krachten door beide clubs kon men snel de opgang maken naar Vierde klasse. In 1945 trad men voor het eerst aan in Derde klasse waar men meteen weer degradeerde. In de jaren 50' speelde de club opnieuw enkele seizoenen in wat nadien Vierde klasse werd. In 1960 fuseerde men met Cercle Sportif Avenir Micheroux. De clubnaam wijzigde als gevolg hiervan in Alliance Melen-Micheroux. In 1965 voegde men de koninklijke titel toe aan de naam: Royale Alliance Melen-Micheroux. Pas vanaf de jaren 70' kon de club een vaste waarde worden in Vierde klasse. Hoewel men enkele malen degradeerde naar de provinciale reeksen, speelde de club een groot deel van zijn bestaan in Vierde klasse. Dit kon men volhouden tot 1993. Het zou na die laatste degradatie meer dan tien jaar duren vooraleer de club nogmaals de nationale reeksen zou bereiken. Dat gebeurde in 2004. Het seizoen in Vierde klasse eindigde men voorlaatste waardoor men onmiddellijk weer degradeerde naar Eerste provinciale. Sindsdien heeft de club niet meer aangetreden op nationaal niveau.

## Bekende (ex-)spelers
- Najib El Abbadi
- Dimitri Lavalée (jeugd)
- Arthur Theate (jeugd)